# Zu cristatus
Zu cristatus es una especie de pez del género Zu.

## Descripción
Pez de aspecto raro, presenta el cuerpo alargado y comprimido, seguido de una larga cola que termina en una aleta caudal junto donde se encuentra un largo radio espinoso. Cabeza achatada, ojos grandes y boca pequeña pero protuscible. Una aleta dorsal a todo lo largo del cuerpo, con los primeros 5 radios más largos a modo de cresta. La línea lateral es ondulada en la parte de la cola. Coloración gris plateada uniforme, con unas 6 bandas transversales más oscuras poco aparentes; aletas rojas. Los juveniles miden menos de 70 cm de longitud y presentan un color plateado con diversidad de manchas a lo largo del cuerpo. Los ejemplares adultos miden un metro de longitud, aunque se han reportado especies de hasta 118 cm.

## Distribución y hábitat
Presenta una distribución cosmopolita en las zonas tropicales y templadas cálidas, está presente en todo el mar Mediterráneo. Dependiendo del autor, se considera una especie batipelágica o mesopelágica, ya que los diversos ejemplares han sido encontrados en un amplio rango batimétrico; de hecho, se han capturado ejemplares hasta 2000 m de profundidad, mientras que se han observado juveniles nadando en aguas costeras o capturados a pocos metros de la orilla.